# Niobia dendrotentaculata
Niobia dendrotentaculata is een hydroïdpoliep uit de familie Niobiidae. De poliep komt uit het geslacht Niobia. Niobia dendrotentaculata werd in 1900 voor het eerst wetenschappelijk beschreven door Mayer. 